# 阿拉贡河 (塔霍河支流)

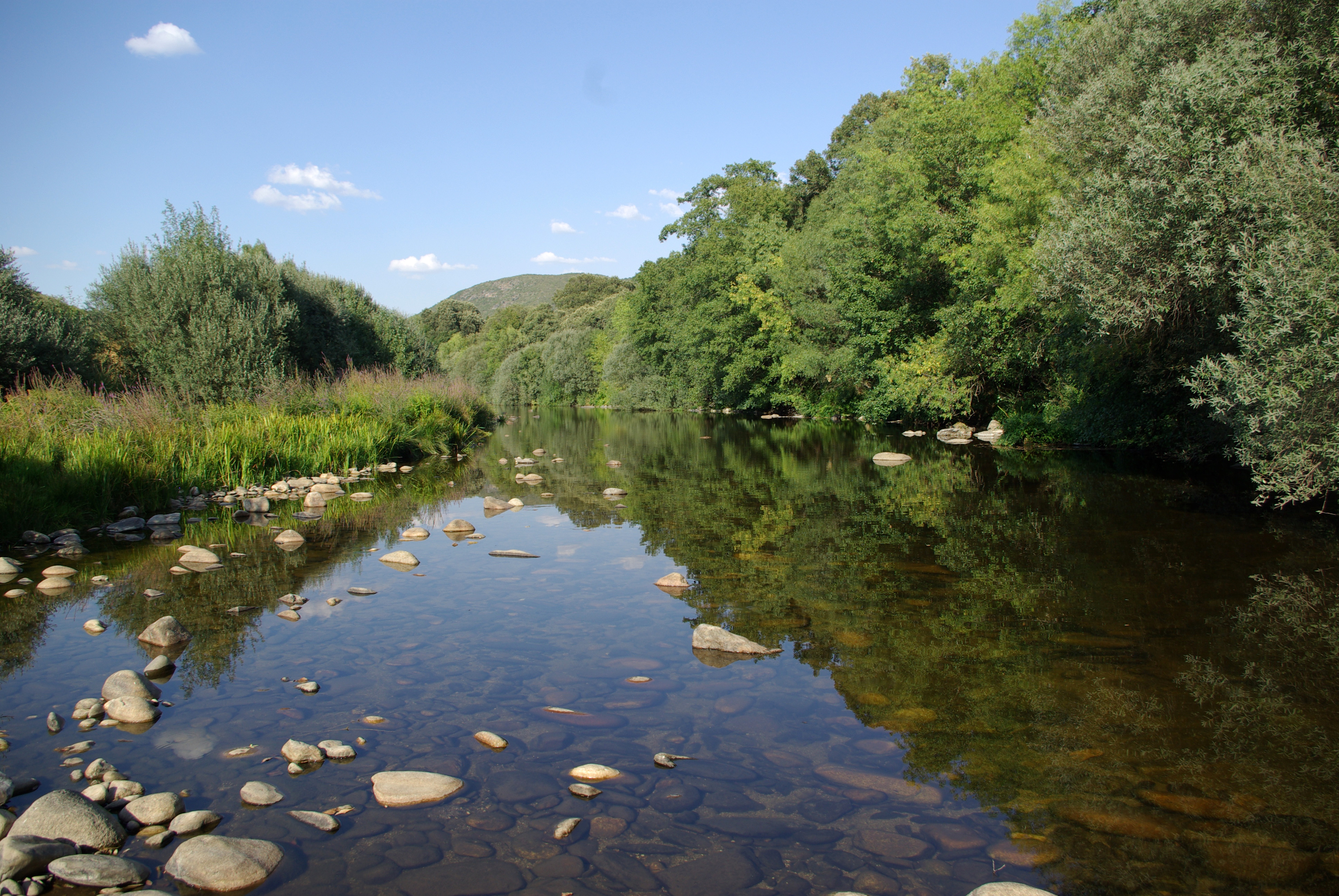
阿拉貢河索托塞拉諾鎮段

阿拉貢河（西班牙語：Río Alagón）是西班牙的河流，屬於塔霍河的右支流，河道全長205公里，發源自弗拉德斯德拉謝拉，河畔城鎮有科里亞、加爾西武埃、塞克拉溫、聖埃斯特萬德拉謝拉和蒙特埃爾莫索。

## 圖像

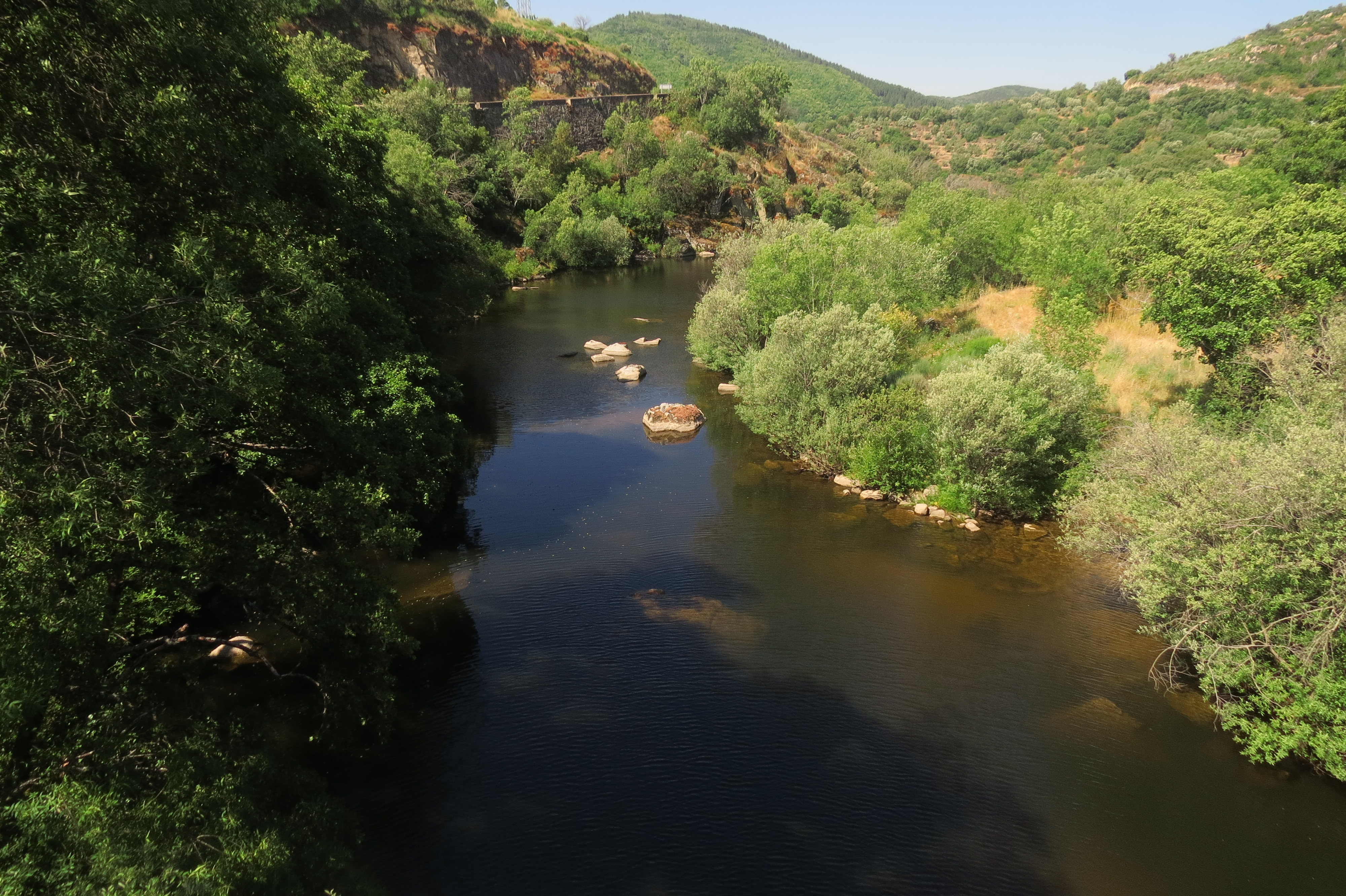
薩拉曼卡市段
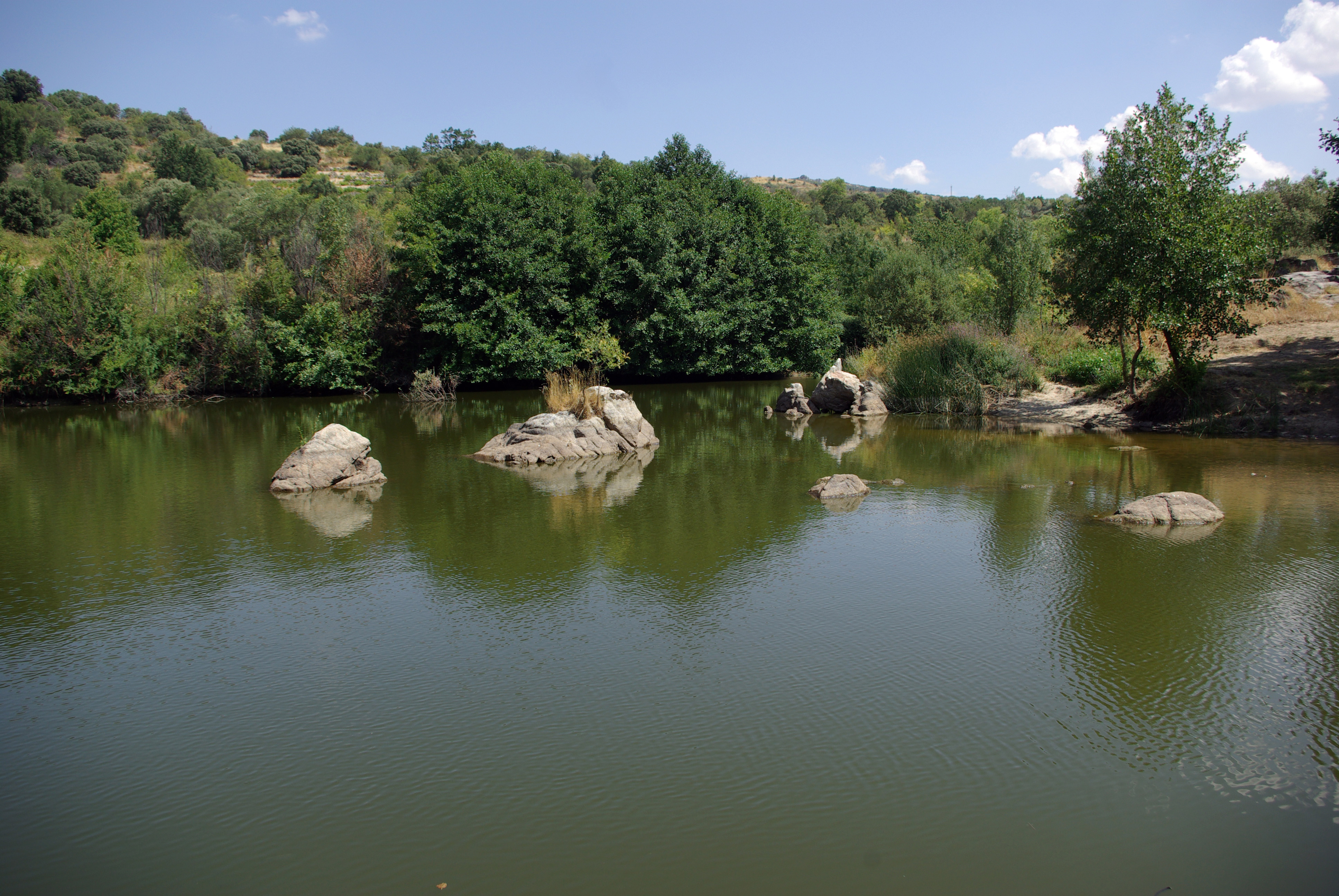
聖埃斯特萬德拉謝拉鎮段
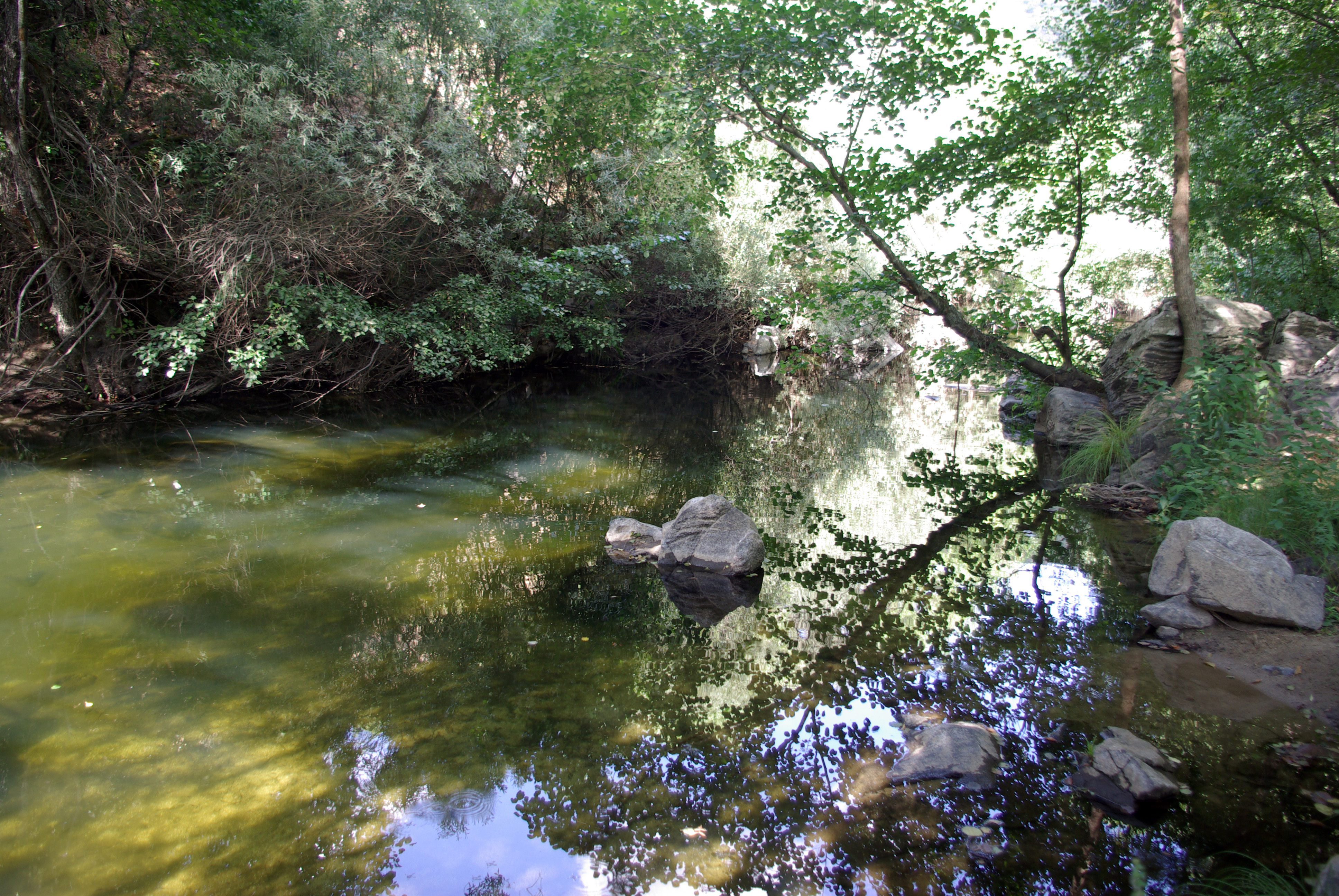
桑蒂瓦涅斯德拉謝拉鎮段

## 外部連結
- Images of the Alagón River at the beginning of its course

40°40′51″N 5°47′09″W / 40.68083°N 5.78583°W